# Age of the Joker
Age of the Joker è il nono album della band tedesca Edguy, prodotto da Sascha Paeth e pubblicato il 26 agosto 2011 tramite Nuclear Blast.

## Tracce
1. Robin Hood
2. Nobody's Hero
3. Rock of Cashel
4. Pandora's Box
5. Breathe
6. Two Out of Seven
7. Faces in the Darkness
8. The Arcane Guild
9. Fire on the Downline
10. Behind the Gates to Midnight World
11. Every Night Without You

tracce bonus della versione limitata
1. God Fallen Silent
2. Aleister Crowley Memorial Boogie
3. Cum on Feel the Noize (Slade cover)
4. Standing in the Rain
5. Robin Hood (single version)
6. Two Out of Seven (single version)

## Curiosità
- La traccia Standing in the Rain, presente nel secondo CD della versione limitata, doveva inizialmente essere la bonus track dell'album Rocket Ride, ma è poi stata sostituita dalla versione live di Land of the Miracle, registrata in Brasile nel 2004.

## Formazione
- Tobias Sammet - voce
- Jens Ludwig - chitarra solista
- Dirk Sauer - chitarra ritmica
- Tobias Exxel - basso
- Felix Bohnke - batteria